# Union académique internationale
Pour les articles homonymes, voir UAI.
L'Union académique internationale (UAI) est une association internationale sans but lucratif fondée en 1919 et dont le siège administratif se trouve à Bruxelles, en Belgique, au Palais des Académies. Cette association rassemble des académies nationales et internationales issues de plus de soixante pays partout dans le monde. L’UAI est active dans le domaine des sciences humaines et sociales.
L’Union veut créer une collaboration internationale entre ses différentes académies membres. De cette manière, l’Union offre aux membres une occasion de se rencontrer et de collaborer sur des projets de moyen à long terme, et de permettre à chacun de participer au grand mouvement national et international de la recherche scientifique. 
Le but de l’Union est d’encourager la coopération dans l’avancement des études, par la recherche collaborative et les publications collectives dans les sciences humaines et sociales cultivées par les académies et les institutions représentées au sein de l’UAI : philologie, archéologie, histoire, sciences morales, sciences politiques et sciences sociales. L’Union travaille pour promouvoir l’avancement du savoir, le développement d’échanges scientifiques et pour soutenir les initiatives de toutes ses Académies. 
Le français et l'anglais sont les langues officielles de l’Union.

## Histoire

### Création
L'Union a été fondée en 1919 à l’initiative de l’Académie des inscriptions et belles-lettres française. Après quatre années de guerre, le monde avait un grand désir de paix et de compréhension entre les différentes nations. Avec cet objectif à l’esprit, la coopération internationale fut encouragée dans toutes les régions et à tous les niveaux, y compris le travail intellectuel et scientifique. 
Lors d’une réunion tenue à Paris, en France, en mai 1919, des projets de statuts ont été préparés. Ils ont été révisés et adoptés plus tard, lors d’une deuxième réunion, de nouveau à Paris du 15 au 18 octobre 1919. Le projet proposé envisageait la coopération universitaire internationale dans le domaine des sciences humaines. 
Pendant ces assemblées, des représentants d’académies nationales de 11 pays ont adhéré à l’Union (celles de la France, de la Belgique, du Danemark, de la Grande-Bretagne, de la Grèce, de l’Italie, du Japon, des Pays-Bas, de la Pologne, de la Russie et des États-Unis) et des académies nationales de trois autres pays ont donné leur accord sans être présentes (celles de l’Espagne, de la Norvège et de la Roumanie). Plus tard dans la même année, les académies nationales de la Yougoslavie et du Portugal ont adhéré à l’Union. Actuellement, l’UAI compte des membres provenant de plus de 60 pays. 

### Première assemblée générale à Bruxelles
La première assemblée générale s’est tenue à Bruxelles du 26 au 28 mai 1920. Lors de cette assemblée, Henri Pirenne est élu premier président de l’Union. Le siège administratif de l’Union est établi à Bruxelles au Palais des Académies. L’Académie royale des sciences, des lettres et des beaux-arts de Belgique est responsable du secrétariat de l’Union et le secrétaire perpétuel est d’office le secrétaire général. 
Pendant cette première session, trois propositions d’entreprises ont été soumises : le Corpus vasorum antiquorum, les Manuscrits alchimiques et les Œuvres de Grotius. Ces entreprises à caractère international ont depuis gagné les félicitations de chercheurs par la précision méticuleuse avec lesquelles elles ont été exécutées. 

### Années suivantes
La troisième session en mai 1922 statua sur les modalités d'actualisation du corpus des inscriptions latines (Corpus Inscriptionum Latinarum) et décida que chaque pays serait responsable de la mise à jour pour les zones géographiques qui le concernait.
Entre 1937 et 1947, il n’y a pas eu d’assemblées générales en raison de la Deuxième Guerre mondiale et de toutes ses conséquences. En 1949, l’UAI est fière d’avoir contribué à la fondation du Conseil international de la philosophie et des sciences humaines (CIPSH). En 1964, l’Union a reçu le prix Érasme pour son succès dans la promotion de la collaboration internationale. En 1969, le 50e anniversaire de l’Union a été célébrée et une cérémonie a eu lieu sous la coupole du prestigieux Institut de France à Paris. En 1976, l’Union compte 31 pays membres et le nombre de ses entreprises est de 32. En 1995, le 75e anniversaire de l’Union a été célébré à Prague, en République tchèque.
Actuellement, l’UAI patronne 94 entreprises, terminées ou en cours. Jusqu’à la Seconde Guerre mondiale, le développement fut lent (au total, 13 entreprises ont été adoptées). Pour le moment, le nombre d’entreprises est de 81. L’UAI ne peut que réaliser ses entreprises par la coopération internationale de ses académies membres.
Le 100e anniversaire aura lieu en 2019 à l’Institut de France à Paris.

### Liste des présidents
Le président de l'UAI est élu par l'Assemblée générale pour un mandat de 4 ans.
- 1920 : Émile Senart (France)
- 1920-1923 : Henri Pirenne (Belgique)
- 1923-1925 : Théophile Homolle (France)
- 1926-1929 : Gaetano De Sanctis (Italie)
- 1929-1932 : Sir Frederic George Kenyon (Royaume-Uni)
- 1932-1933 : Cornelis van Vollenhoven (en) (Pays-Bas)
- 1935-1937 : Lluís Nicolau d'Olwer[5] (Espagne)
- 1938-1940 : Waldo Gifford Leland (en) (États-Unis)
- 1940-1947 : interregnum
- 1947-1950 : Charles De Visscher (Belgique)
- 1951-1953 : Giuseppe Lugli (Italie)
- 1954-1956 : Carsten Høeg (en) (Danemark)
- 1956-1959 : Sir Roger Aubrey Baskerville Mynors (Royaume-Uni)
- 1959-1962 : Cornelis Christiaan Berg (de) (Pays-Bas)
- 1962-1965 : Rensselaer Wright Lee (États-Unis)
- 1966-1968 : Louis Hammerich (Danemark)
- 1968-1971 : Kazimierz Kumaniecki (pl) (Pologne)
- 1971-1974 : Gerard Verbeke (nl) (Belgique)
- 1974-1977 : Eric G. Turner (en) (Royaume-Uni)
- 1977-1980 : János Harmatta (Hongrie)
- 1980-1981 : Michelangelo Cagiano de Azevedo (d) (Italie)
- 1982-1983 : Emil Condurachi (ro) (Roumanie)
- 1983-1986 : Viktor Pöschl (de) (Allemagne)
- 1986-1989 : Stephen A. Wurm (Australie)
- 1989-1992 : George May (États-Unis)
- 1992-1995 : Roland Ris (de) (Suisse)
- 1995-1998 : Aurelio Roncaglia (it) (Italie)
- 1998-2001 : Shaul Shaked (he) (Israël)
- 2001-2004 : Madeline H. Caviness (États-Unis)
- 2004-2007 : Agostino Paravicini Bagliani (Italie)
- 2007-2010 : Miklós Maróth (hu) (Hongrie)
- 2010-2013 : Janusz Krzysztof Kozłowski (pl) (Pologne)
- 2013-2017 : Øivind Andersen (en) (Norvège)
- 2017-2021 : Samuel N.C. Lieu (d) (Australie)
- 2021- : Klaus Herbers (Allemagne)

## Missions et objectifs de l'UAI
Les missions de l’Union académique internationale sont :
- to encourage cooperation between national Academies (and comparable institutions) whose activities are mainly or partly concerned with the field of human and social sciences. This cooperation is achieved by leading projects of high scholarly and intellectual standard and by coordinating interdisciplinary and joint activities, conceived in full partnership, over the long and medium-term. These should result in the production of fundamental reference tools that enhance the knowledge and advance fundamental research, for the benefit of both the people involved in the research (scholars, experts, researchers,…) and the general public ;
- préserver et promouvoir les sciences humaines et sociales, aussi bien au niveau des académies nationales qu’au niveau international ;
- développer une solidarité entre toutes les académies nationales et leurs membres, pourvu que les gens soient convaincus de la légitimité et des avantages de cette solidarité et la coopération internationale.

Afin de réaliser sa mission, l’UAI travaillera, durant les années à venir: 
- augmenter la coopération inter-académique en multipliant les entreprises dont elle partagera ou initiera la direction ;
- encourager toutes les organisations nationales qui sont actives en sciences humaines ou sociales à adhérer à l’UAI et à développer ou à coopérer à des projets scientifiques de haute valeur reconnus au niveau international ;
- représenter au niveau international de manière collective et de manière dynamique, directement ou indirectement (en partenariat avec des organisations supranationales et/ou non gouvernementales), tant les Académies elles-mêmes que leurs principes fondamentaux d’excellence.

Pour remplir sa mission et réaliser sa vision, l’UAI aura les objectifs suivants :
- renforcer la progression et la réalisation des projets actuels et accroître leur pertinence de manière positive et critique, entreprendre des synthèses qui seront mises à la disposition des Académies membres;
- mettre au point une stratégie, qui tiendra compte de la nécessité de la diffusion de l’information dans la nouvelle société de l’information, stratégie qui sera mise à jour lors d’évaluations périodiques;
- adapter le fonctionnement de ses organes de direction et de gestion et développer une image positive par une réévaluation de façon critique de ses outils de communication;
- accroître ses moyens financiers propres et ceux mis à la disposition des projets par une recherche systématique de partenariat avec des fondations internationales publiques ou privées;
- encourager les Académies membres à participer plus activement aux projets en cours et à établir de nouveaux projets interdisciplinaires et internationaux;
- renforcer sa présence et sa participation dans les organisations internationales en augmentant sa visibilité dans ces lieux, en utilisant ses connaissances accumulées et celles de ses membres et en soulignant ses liens avec les moyens de communications globaux  qu’ils ont mis en place.

## Gestion

### Bureau (Conseil d'administration)
Le Bureau est responsable de l’organisation de l’Assemblée générale et préside à ses délibérations ; il contrôle l'administration générale et l'avancement des travaux. Il a qualité pour prendre, dans l'intervalle entre des Assemblées générales, les mesures urgentes et, si c’est nécessaire, de convoquer une Assemblée générale extraordinaire. 
Le Bureau a tous les pouvoirs de gestion et d’administration qui sont nécessaires ou utiles pour la réalisation des objectifs de l’association, à l’exception de ceux qui sont spécifiquement réservés à l’Assemblée générale. 
Le Bureau est composé d’un président, deux vice-présidents, des présidents d’honneur et de six membres. Tous sont élus pour un mandat de trois ans. Le Secrétaire Général est également membre du Bureau.

### Assemblée générale
L'assemblée générale a lieu tous les deux ans et rassemble les représentants de chaque académie membre (appelés « délégués »). Depuis 2005, l'assemblée générale est organisée à chacune de ses sessions dans une de ses différentes Académies membres. Jusqu'en 2005, cette assemblée avait lieu tous les ans et était organisée dans un endroit différent : une année à Bruxelles, une année quelque part en Europe et une année quelque part dans le monde (hors d’Europe). 
En novembre 2019, l'Assemblée générale s'est réunie à Paris, à l'Institut de France, où elle a célébré son centenaire. 

### Secrétariat général
Le secrétaire général est responsable de la coordination des activités de l’UAI et reste attentif au suivi des différents projets. Il soutient le Bureau dans son traitement de la correspondance et l’ordre du jour de l’UAI et à l’organisation des sessions annuelles. Depuis sa fondation, l’Union a son siège dans le palais des Académies à Bruxelles. L'Académie royale des sciences, des lettres et des beaux-arts de Belgique est responsable du secrétariat de l’UAI et son secrétaire perpétuel est ex officio secrétaire général.

## Projets
Depuis la première assemblée générale de 1920, le nombre de projets patronnés, soutenus ou suivis par l’UAI n’a cessé d’augmenter. Tous ne sont pas actifs : certains projets sont terminés, d'autres ont été suspendus.
L’initiative d’un nouveau projet ne peut être prise que par une académie membre de l'UAI (par son délégué mandaté à cet effet) ou par le Bureau de l'UAI. La proposition doit contenir la définition précise de son sujet, une note explicative, le plan de travail et une estimation de la dépense et la responsabilité financière pour son exécution. Le projet doit établir et maintenir des normes élevées de recherche scientifique et doit avoir un caractère international.
| Numéro | Nom du projet                                                                    | Année d'adoption du projet | Site                          |
| ------ | -------------------------------------------------------------------------------- | -------------------------- | ----------------------------- |
| 1      | Corpus vasorum antiquorum (CVA)                                                  | 1920                       | cvaonline.org                 |
| 2      | Textes alchimiques                                                               | 1920                       | -                             |
| 3      | Œuvres de Grotius                                                                | 1920                       | -                             |
| 4      | Droit coutumier d'Indonésie                                                      | 1920                       | -                             |
| 5      | Dictionnaire du Latin médiéval                                                   | 1920                       | -                             |
| 6a     | Tabula Imperii Romani (TIR)                                                      | 1957                       | https://tir-for.iec.cat       |
| 6b     | Forma Orbis Romani (FOR)                                                         | 1922                       | https://tir-for.iec.cat       |
| 7      | Documents historiques inédits concernant le Japon                                | 1922                       | -                             |
| 8      | Éditions savantes                                                                | 1928                       | -                             |
| 9/1    | Plato Latinus (Corpus Philosophorum Medii Aevi)                                  | 1937                       | -                             |
| 9/2a   | Aristoteles Latinus (Corpus Philosophorum Medii Aevi)                            | 1931                       | -                             |
| 9/2b   | Aristoteles Semitico-Latinus (Corpus Philosophorum Medii Aevi)                   | 1971                       | -                             |
| 9/3    | Avicenna Latinus (Corpus Philosophorum Medii Aevi)                               | 1972                       | -                             |
| 9/4    | Averrois Opera (Corpus Philosophorum Medii Aevi)                                 | 1974                       | -                             |
| 9/5    | Arnau de Villanova (Corpus Philosophorum Medii Aevi)                             | 1952                       | -                             |
| 9/6    | Opera Selecta (Corpus Philosophorum Medii Aevi)                                  | 1965                       | -                             |
| 9/7a   | Philosophi Byzantini (Corpus Philosophorum Medii Aevi)                           | 1974                       | -                             |
| 9/7b   | Commentaria in Aristotelem Byzantina (Corpus Philosophirum Medii Aevi)           | 1974                       | -                             |
| 10a    | Codices Latini Antiquiores (CLA)                                                 | 1930                       | -                             |
| 10b    | Chartae Latinae Antiquiores (ChLA)                                               | 1958                       | -                             |
| 11a    | Concordances et Indices de la Tradition Musulmane                                | 1932                       | -                             |
| 11b    | Encyclopédie de l'Islam                                                          | 1933                       | -                             |
| 12a    | Monumenta Musicae Byzantinae                                                     | 1933                       | -                             |
| 12b    | Corpus Scriptorum de Re Musica                                                   | 1981                       | -                             |
| 13     | Dictionnaire de la terminologie du droit international                           | 1935                       | -                             |
| 14     | Catalogus Translationum et Commentariorum                                        | 1951                       | -                             |
| 15     | Dictionnaires Sumérien et Assyrien                                               | 1951                       | -                             |
| 16     | Corpus Vitrearum                                                                 | 1956                       | -                             |
| 17     | Bibliographie internationale de l'Art d'Extrême-Orient                           | 1957                       | -                             |
| 18     | Dictionnaire Pali                                                                | 1958                       | -                             |
| 19     | Corpus des Troubadours                                                           | 1961                       | -                             |
| 20     | Corpus Antiquitatum Americanensium                                               | 1962                       | -                             |
| 21     | Œuvres complètes d'Erasme                                                        | 1964                       | -                             |
| 22     | Fontes Historiae Africanae (FHA)                                                 | 1964                       | -                             |
| 23     | Dictionnaires                                                                    | 1963                       | -                             |
| 24     | Sources de la Philosophie de l'Art (Corpus Theoriae Artis)                       | 1967                       | -                             |
| 25     | Histoire et Philologie de l'Iran pré-islamique et de l'Asie centrale             | 1972                       | -                             |
| 26     | Sylloge Nummorum Graecorum (SNG)                                                 | 1972                       | -                             |
| 27     | Corpus Inscriptionum Iranicarum (CII)                                            | 1973                       | -                             |
| 28/a   | Lexicon Iconographicum Mythologiae Classicae (LIMC)                              | 1973                       | -                             |
| 28/b   | Thesaurus Cultus et Rituum Antiquorum (ThesCRA)                                  | 1998                       | -                             |
| 29     | Lexiques polyglottes de Paléographie et de Codicologie                           | 1974                       | -                             |
| 30     | Corpus constitutionnel                                                           | 1975                       | -                             |
| 31     | Atlas Linguarum Europae (ALE)                                                    | 1976                       | -                             |
| 32     | Bibliographies de l'Histoire de l'Art                                            | 1977                       | -                             |
| 33     | Inventaire critique du Râmâyana                                                  | 1977                       | -                             |
| 34     | Œuvres complètes de Voltaire                                                     | 1978                       | -                             |
| 35     | Index de l'Art Juif                                                              | 1979                       | -                             |
| 36a    | Atlas linguistique de la Zone pacifique (LAPA)                                   | 1979                       | -                             |
| 36b    | Atlas linguistique de la Chine                                                   | 1979                       | -                             |
| 36c    | Atlas des langues de Corée                                                       | 1979                       | -                             |
| 37     | Corpus des Manuscrits littéraires coptes                                         | 1979                       | -                             |
| 38     | Nouveau Glossaire nautique (JAL)                                                 | 1980                       | -                             |
| 39     | Langues de Communication interculturelle dans l'Hémisphère Pacifique             | 1982                       | -                             |
| 40a    | Corpus de la Peinture monumentale Byzantine                                      | 1985                       | -                             |
| 40b    | Corpus de la Peinture murale mexicaine en Amérique                               | 1997                       | -                             |
| 41     | Corpus des Astronomes Byzantins                                                  | 1985                       | -                             |
| 42     | Corpus des papyrus philosophiques Grecs et Latins                                | 1987                       | -                             |
| 43     | Corpus Iuris Sanscriticum                                                        | 1987                       | -                             |
| 44     | Corpus des Antiquités Phéniciennes et Puniques                                   | 1990                       | -                             |
| 45     | Nouveau Recueil complet des Fabliaux (NRCF)                                      | 1990                       | -                             |
| 46     | Corpus Christianorum, Series Apocryphorum                                        | 1990                       | -                             |
| 47     | Corpus Iuris Islamici (Encyclopédie du Droit islamique)                          | 1990                       | -                             |
| 48     | Atlas du Monde Grec et Romain                                                    | 1993                       | -                             |
| 49     | Epigraphie amphorique                                                            | 1993                       | -                             |
| 50     | Dictionnaire Sanscrit des Textes Bouddhiques provenant des Découvertes de Turfan | 1994                       | -                             |
| 51     | Monumenta Palaeographica Medii Aevi                                              | 1995                       | -                             |
| 52     | Clavis Monumentorum Litterarum Bohemiae (CMLB)                                   | 1995                       | -                             |
| 53     | Catalogue des Collections des Manuscrits orientaux                               | 1996                       | -                             |
| 54     | Sources pour l'histoire du théâtre en Espagne                                    | 1996                       | -                             |
| 55     | Sources narratives pour l'Histoire du Rio de la Plata et du Chili                | 1997                       | -                             |
| 56     | Sciences humaines en Europe centrale et orientale                                | 1997                       | -                             |
| 57     | Moravia Magna                                                                    | 1997                       | -                             |
| 58     | Encyclopaedia Iranica                                                            | 2002                       | https://www.iranicaonline.org |
| 59     | Corpus Fontium Manichaeorum                                                      | 1998                       | -                             |
| 60     | Norse-Icelandic Skaldik Poetry of the Scandinavian Middle Ages                   | 2001                       | -                             |
| 61     | Monde scytho-sarmate et Civilisation gréco-romaine                               | 2001                       | -                             |
| 62     | Compendium Auctorum Latinorum Medii Aevi                                         | 2001                       | -                             |
| 63     | Dictionnaire espagnol des Termes littéraires internationaux                      | 2003                       | -                             |
| 64     | Dictionnaire du Moyen Perse                                                      | 2003                       | -                             |
| 65     | Corpus Epistolarum Ioannis Dantisci                                              | 2003                       | -                             |
| 66     | Histoire comparée des Littératures de Langues européennes                        | 2003                       | -                             |
| 67     | La Chine et le Monde méditerranéen : Sources archéologiques et documents écrits  | 2004                       | -                             |
| 68     | Encyclopaedia of Indian Poetics                                                  | 2005                       | -                             |
| 69     | Hobogirin                                                                        | 2005                       | -                             |
| 70     | Iusti Lipsi Epistolae                                                            | 2005                       | -                             |
| 71     | Corpus Humanisticarum Praefationum                                               | 2005                       | -                             |
| 72     | Papyrus-Archives. Edition and Studies                                            | 2005                       | -                             |
| 73     | Corpus Rubenianum Ludwig Burchard                                                | 2005                       | -                             |
| 74     | L'École de Médecine de Salerne                                                   | 2007                       | -                             |
| 75     | Epistolae Pontificum Romanorum                                                   | 2007                       | -                             |
| 76     | Greek-Old Church Slavonic Lexicon-Index                                          | 2007                       | -                             |
| 77     | Inscriptions grecques et latines                                                 | 1922                       | -                             |
| 78     | Supplementum Epigraphicum Graecum (SEG)                                          | 1974                       | -                             |
| 79     | Codices Graeci Antiquiores                                                       | 2011                       | -                             |
| 80     | Corpus Limitis Imperii Romani                                                    | 2011                       | -                             |
| 81     | Philologia Coranica                                                              | 2011                       | -                             |
| 82     | English Translation of the Annals of the Joseon Dynasty of Korea                 | 2012                       | -                             |
| 83     | Fontes inediti numismaticae antiquae (FINA)                                      | 2013                       | -                             |
| 84     | Correspondance de Johannes Hevelius                                              | 2013                       | -                             |
| 85     | The Mediterraneen Towns : items for development                                  | 2015                       | -                             |
| 86     | Varieties of English in the Indo-Pacific Region                                  | 2015                       | -                             |
| 87     | Tabula Imperii Byzantini                                                         | 2015                       | -                             |
| 88     | Medieval European Coinage                                                        | 2015                       | -                             |
| 89     | Ptolemaeus Arabus et Latinus                                                     | 2015                       | https://ptolemaeus.badw.de    |
| 90     | Dictionnaire Babylonien                                                          | 2015                       | -                             |
| 91     | Corpora of Pre-Modern Christian Orthodox Mural Painting                          | 2017                       |                               |
| 92     | L'Homme face aux changements de climat dans la préhistoire                       | 2017                       |                               |
| 93     | Corpus des Primitifs flamands                                                    | 2019                       |                               |
| 94     | Monnaies anciennes du Japon                                                      | 2019                       |                               |